# Damernas K-2 500 meter i kanotsport vid olympiska sommarspelen 2020
Damernas K-2 500 meter vid olympiska sommarspelen 2020 hölls mellan 2 och 3 augusti 2021 på Sea Forest Waterway i Tokyo.
Det var 16:e gången grenen fanns med vid sommar-OS och den har funnits med vid varje upplaga sedan 1960. Grenen är en tävling i tvåmanskajak (K2) på en distans över 500 meter.

## Resultat

### Försöksheat
De två högst placerade gick direkt vidare till semifinal medan övriga gick till kvartsfinal.
| Placering | Bana | Kanotist                                 | Land      | Tid      | Noteringar |
| --------- | ---- | ---------------------------------------- | --------- | -------- | ---------- |
| 1         | 6    | Danuta Kozák Dóra Bodonyi                | Ungern    | 1.45,735 | SF         |
| 2         | 3    | Kira Stepanova Varvara Baranova          | ROC       | 1.47,874 | SF         |
| 3         | 5    | Ana Roxana Lehaci Viktoria Schwarz       | Österrike | 1.48,220 | QF         |
| 4         | 4    | Liudmyla Kuklinovska Anastasiia Todorova | Ukraina   | 1.50,733 | QF         |
| 5         | 2    | Afef Ben Ismail Khaoula Sassi            | Tunisien  | 2.05,770 | QF         |

| Placering | Bana | Kanotist                       | Land        | Tid      | Noteringar |
| --------- | ---- | ------------------------------ | ----------- | -------- | ---------- |
| 1         | 5    | Karolina Naja Anna Puławska    | Polen       | 1.44,606 | SF         |
| 2         | 4    | Manon Hostens Sarah Guyot      | Frankrike   | 1.45,533 | SF         |
| 3         | 3    | Li Dongyin Zhou Yu             | Kina        | 1.45,831 | QF         |
| 4         | 2    | Alicia Hoskin Teneale Hatton   | Nya Zeeland | 1.49,832 | QF         |
| 5         | 6    | Jaime Roberts Jo Brigden-Jones | Australien  | 1.52,097 | QF         |

| Placering | Bana | Kanotist                              | Land      | Tid      | Noteringar |
| --------- | ---- | ------------------------------------- | --------- | -------- | ---------- |
| 1         | 6    | Tamara Csipes Erika Medveczky         | Ungern    | 1.42,776 | SF         |
| 2         | 4    | Volha Khudzenka Maryna Litvinchuk     | Belarus   | 1.43,377 | SF         |
| 3         | 2    | Caroline Arft Sarah Brüßler           | Tyskland  | 1.48,058 | QF         |
| 4         | 5    | Špela Ponomarenko Janić Anja Osterman | Slovenien | 1.48,509 | QF         |
| 5         | 3    | Julie Funch Bolette Nyvang Iversen    | Danmark   | 1.52,730 | QF         |

| Placering | Bana | Kanotist                              | Land        | Tid      | Noteringar |
| --------- | ---- | ------------------------------------- | ----------- | -------- | ---------- |
| 1         | 3    | Lisa Carrington Caitlin Regal         | Nya Zeeland | 1.43,836 | SF         |
| 2         | 4    | Sabrina Hering-Pradler Tina Dietze    | Tyskland    | 1.44,894 | SF         |
| 3         | 2    | Alyssa Bull Alyce Wood                | Australien  | 1.45,499 | QF         |
| 4         | 5    | Hermien Peters Lize Broekx            | Belgien     | 1.48,137 | QF         |
| 5         | 6    | Alanna Bray-Lougheed Madeline Schmidt | Kanada      | 1.49,776 | QF         |

### Kvartsfinaler
De fyra högst placerade gick vidare till semifinal medan övriga blev utslagna.
| Placering | Bana | Kanotist                           | Land        | Tid      | Noteringar |
| --------- | ---- | ---------------------------------- | ----------- | -------- | ---------- |
| 1         | 6    | Hermien Peters Lize Broekx         | Belgien     | 1.47,649 | SF         |
| 2         | 4    | Caroline Arft Sarah Brüßler        | Tyskland    | 1.48,450 | SF         |
| 3         | 5    | Ana Roxana Lehaci Viktoria Schwarz | Österrike   | 1.49,777 | SF         |
| 4         | 3    | Alicia Hoskin Teneale Hatton       | Nya Zeeland | 1.50,507 | SF         |
| 5         | 7    | Julie Funch Bolette Nyvang Iversen | Danmark     | 1.52,678 |            |
| 6         | 2    | Afef Ben Ismail Khaoula Sassi      | Tunisien    | 2.10,979 |            |

| Placering | Bana | Kanotist                                 | Land       | Tid      | Noteringar |
| --------- | ---- | ---------------------------------------- | ---------- | -------- | ---------- |
| 1         | 6    | Špela Ponomarenko Janić Anja Osterman    | Slovenien  | 1.46,929 | SF         |
| 2         | 4    | Alyssa Bull Alyce Wood                   | Australien | 1.47,057 | SF         |
| 3         | 5    | Li Dongyin Zhou Yu                       | Kina       | 1.47,471 | SF         |
| 4         | 2    | Jaime Roberts Jo Brigden-Jones           | Australien | 1.50,325 | SF         |
| 5         | 7    | Alanna Bray-Lougheed Madeline Schmidt    | Kanada     | 1.51,862 |            |
| 6         | 3    | Liudmyla Kuklinovska Anastasiia Todorova | Ukraina    | 1.53,184 |            |

### Semifinaler
De fyra högst placerade gick vidare till A-finalen medan övriga gick till B-finalen.
| Placering | Bana | Kanotist                              | Land        | Tid      | Noteringar |
| --------- | ---- | ------------------------------------- | ----------- | -------- | ---------- |
| 1         | 4    | Danuta Kozák Dóra Bodonyi             | Ungern      | 1.37,912 | FA         |
| 2         | 5    | Tamara Csipes Erika Medveczky         | Ungern      | 1.38,446 | FA         |
| 3         | 3    | Manon Hostens Sarah Guyot             | Frankrike   | 1.38,632 | FA         |
| 4         | 6    | Sabrina Hering-Pradler Tina Dietze    | Tyskland    | 1.38,954 | FA         |
| 5         | 8    | Li Dongyin Zhou Yu                    | Kina        | 1.39,404 | FB         |
| 6         | 7    | Caroline Arft Sarah Brüßler           | Tyskland    | 1.39,421 | FB         |
| 7         | 1    | Alicia Hoskin Teneale Hatton          | Nya Zeeland | 1.44,119 | FB         |
| 8         | 2    | Špela Ponomarenko Janić Anja Osterman | Slovenien   | DNF      |            |

| Placering | Bana | Kanotist                           | Land        | Tid      | Noteringar |
| --------- | ---- | ---------------------------------- | ----------- | -------- | ---------- |
| 1         | 5    | Lisa Carrington Caitlin Regal      | Nya Zeeland | 1.36,724 | FA         |
| 2         | 7    | Alyssa Bull Alyce Wood             | Australien  | 1.37,109 | FA         |
| 3         | 6    | Volha Khudzenka Maryna Litvinchuk  | Belarus     | 1.37,198 | FA         |
| 4         | 4    | Karolina Naja Anna Puławska        | Polen       | 1.37,219 | FA         |
| 5         | 2    | Hermien Peters Lize Broekx         | Belgien     | 1.39,046 | FB         |
| 6         | 8    | Ana Roxana Lehaci Viktoria Schwarz | Österrike   | 1.39,497 | FB         |
| 7         | 3    | Kira Stepanova Varvara Baranova    | ROC         | 1.42,069 | FB         |
| 8         | 1    | Jaime Roberts Jo Brigden-Jones     | Australien  | 1.42,092 | FB         |

### Finaler
| Placering | Bana | Kanotist                           | Land        | Tid      | Noteringar |
| --------- | ---- | ---------------------------------- | ----------- | -------- | ---------- |
| 1         | 4    | Lisa Carrington Caitlin Regal      | Nya Zeeland | 1.35,785 |            |
| 2         | 8    | Karolina Naja Anna Puławska        | Polen       | 1.36,753 |            |
| 3         | 5    | Danuta Kozák Dóra Bodonyi          | Ungern      | 1.36,867 |            |
| 4         | 3    | Tamara Csipes Erika Medveczky      | Ungern      | 1.37,114 |            |
| 5         | 6    | Alyssa Bull Alyce Wood             | Australien  | 1.37,412 |            |
| 6         | 2    | Volha Khudzenka Maryna Litvinchuk  | Belarus     | 1.37,647 |            |
| 7         | 7    | Manon Hostens Sarah Guyot          | Frankrike   | 1.40,329 |            |
| 8         | 1    | Sabrina Hering-Pradler Tina Dietze | Tyskland    | 1.42,406 |            |

| Placering | Bana | Kanotist                           | Land        | Tid      | Noteringar |
| --------- | ---- | ---------------------------------- | ----------- | -------- | ---------- |
| 9         | 4    | Hermien Peters Lize Broekx         | Belgien     | 1.38,475 |            |
| 10        | 5    | Li Dongyin Zhou Yu                 | Kina        | 1.39,790 |            |
| 11        | 3    | Caroline Arft Sarah Brüßler        | Tyskland    | 1.39,953 |            |
| 12        | 6    | Ana Roxana Lehaci Viktoria Schwarz | Österrike   | 1.40,007 |            |
| 13        | 8    | Jaime Roberts Jo Brigden-Jones     | Australien  | 1.41,073 |            |
| 14        | 7    | Alicia Hoskin Teneale Hatton       | Nya Zeeland | 1.41,121 |            |
| 15        | 2    | Kira Stepanova Varvara Baranova    | ROC         | 1.44,054 |            |